# Skellefteå Sankt Olovs distrikt
Skellefteå Sankt Olovs distrikt är ett distrikt i Skellefteå kommun och Västerbottens län. Distriktet omfattar de centrala och östra delarna av tätorten Skellefteå samt ett område norrut och österut ut mot Kågnäset i östra Västerbotten.

## Tidigare administrativ tillhörighet
Distriktet inrättades 2016 och utgörs av en del av det område som före 1971 utgjorde Skellefteå stad.
Området motsvarar den omfattning Skellefteå Sankt Olovs församling hade 1999/2000 och fick 1961 efter utbrytning av Skellefteå Sankt Örjans församling.

## Tätorter och småorter
I Skellefteå Sankt Olovs distrikt finns en tätort och en småort.

### Tätorter
- Skellefteå (del av)

### Småorter
- Boviksbadet